# Nagyspórás szarvasgomba
A nagyspórás szarvasgomba (Tuber macrosporum) a szarvasgombafélék családjába tartozó, Európában honos, nedves talajú lomberdőkben élő, ehető gombafaj.

## Megjelenése

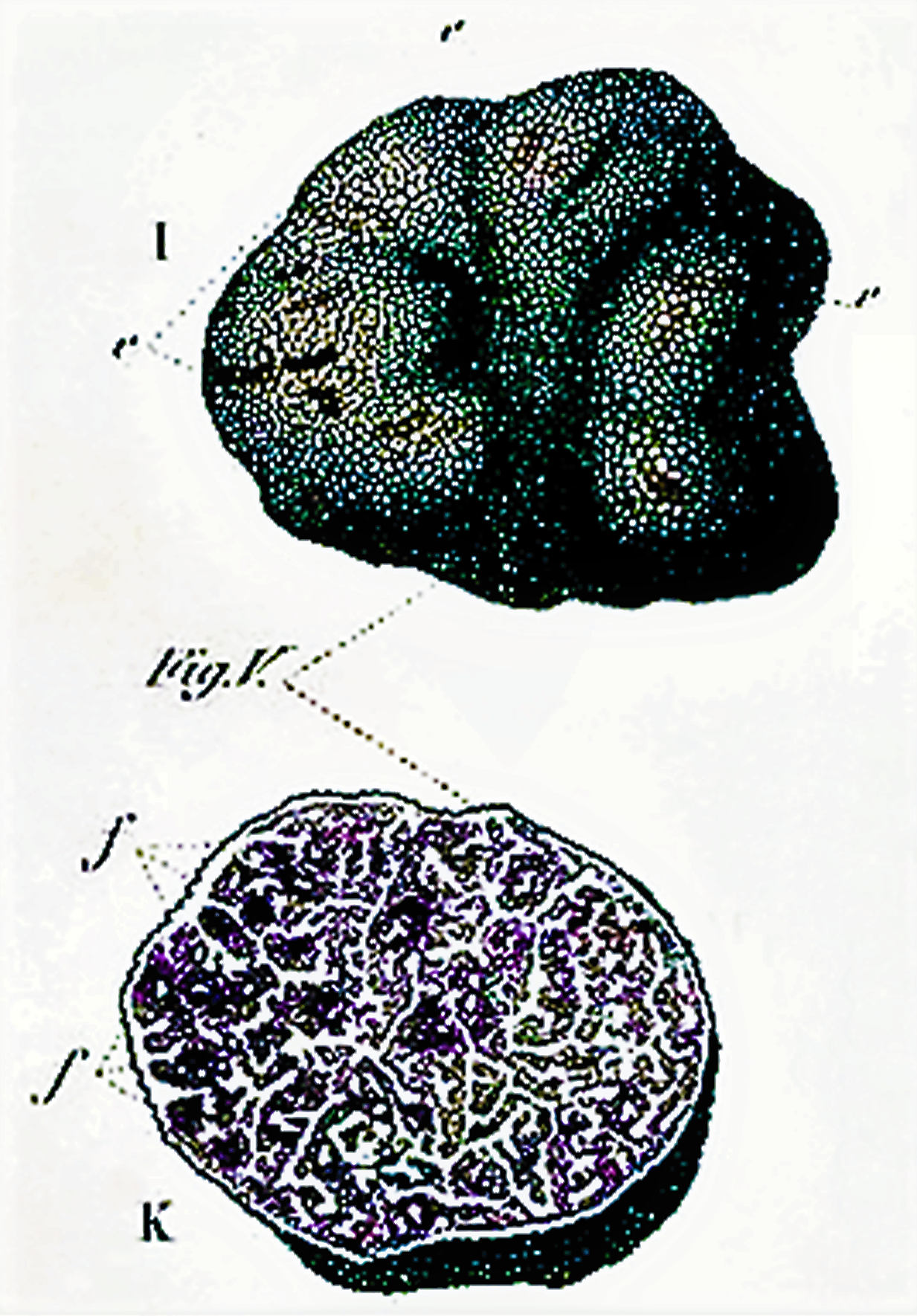

A nagyspórás szarvasgomba termőteste föld alatti fészekben növő, 1-5 cm átmérőjű, nagyjából gömbölyded vagy szabálytalan, helyenként mélyedéses gumó, észrevehető alapi résszel. 
Színe feketés, sötétbarna, vörösbarna, rozsdaszínű árnyalattal. Felszíne szemölcsös. A szemölcsök 0,5-2 mm-esek, szabálytalanul sokszögűek, lapítottak. A felszín sokszögű terekre osztott, helyenként kissé repedezett.
Húsa (a gleba) kemény, színe fiatalon halványszürke, éretten barnásbíbor vagy fekete, amely a nagyszámú fehér (később barnás) széles, kanyargózó ér miatt márványos mintázatú. 
Szaga és íze erős, kellemes, fokhagymára vagy érlelt sajtra emlékeztet, hasonló az isztriai szarvasgombához. 
Nagy aszkuszai (tömlői) vörösbarna pontocskákként szabad szemmel is láthatóak, szabálytalanul helyezkednek el, mindig rövid- és többnyire széles nyelűek, tompa bunkó-, körte alakúak vagy oválisok; 1-2, néha 3, ritkán 4 spórát tartalmaznak.
Spórái ellipszis alakúak, méretük 28-38 µm a négyspórás, 45-60 x 82 µm az egyspórás tömlőkben; ezzel a legnagyobbak valamennyi Tuber-faj között. Kezdetben okkerszínűek, majd sötétbarnák, felszínükön apró recékkel; belsejükben egy vagy több kisebb olajcsepp található.

### Hasonló fajok
A hazai fajok közül hasonlíthat hozzá a téli szarvasgomba, a nyári szarvasgomba és a fodrosbélű szarvasgomba.

## Elterjedése és életmódja
Európai elterjedésű faj, inkább Közép-Európában gyakori. Magyarországon viszonylag gyakori, leginkább a Dél-Dunántúlon elterjedt, de előfordul az Északi-középhegységben és szórványosan az Alföldön is. 
Lomberdőkben él, többnyire tölgy, mogyoró vagy gesztenye, néha fűz- vagy nyárfa alatt a humuszrétegben, vagy nehéz, agyagos föld legfölső rétegében, többnyire egyesével, néha fészekszerűen. A meszes vagy semleges kémhatású, nedves, de jól átlevegőzött talajt preferálja a völgyek alján vagy patakok, folyók közelében Augusztustól decemberig terem. 
Ehető, ízletes gomba, a legjobb szarvasgombák közé tartozik.
Magyarországon a 24/2012. (III. 19.) VM rendelet alapján csak képzett személyek gyűjthetik, az erdőtulajdonos előzetes engedélyével, szeptember 1-től december 31-ig. 